# バート・イーブルク
バート・イーブルク (ドイツ語: Bad Iburg, [baːt ˈiːbʊrk]) は、ドイツ連邦共和国ニーダーザクセン州オスナブリュック郡南西部の市である。州指定のクナイプ浴場となっている。
最も重要な建造物は街の高台に存在し、旧ベネディクト会修道院を伴ったイーブルク城である。この城は、7世紀以上にわたってオスナブリュック司教の居館であった。
バート・イーブルクはヴェストファーレン・ハンザ同盟に属し、1980年からは新ハンザ同盟の一員となっている。
バート・イーブルクを自転車道のフリーデンスルート（直訳すると「平和ルート」）が通っている。これは、オスナブリュックとミュンスターで協議され、三十年戦争を終結させた1648年の平和条約（ヴェストファーレン条約）にちなんで命名された。遊歩道ヘルマンスヴェークも本市の市域にあたるデーレンベルクやグローサー・フレーデンを通っている。

## 地理

### 位置
トイトブルクの森が本市のほぼ北半分を覆っている。本市はニーダーザクセン西部で最も森が豊かな市町村の1つである。最高地点は北の市境に位置するデーレンベルク (331.2 m) である。市内には、グローサー・フレーデン (269 m) とクライナー・フレーデン (200 m) の2つの峰を持つフレーデンがあり、ヨーロッパ自然遺産に指定されている。フレーデンの近くにはホーンスベルク (241.9 m) がある。デューテ川はここから湧出している。この山は19世紀から地質学研究がなされており、シダ植物の化石 Zamites iburgensis Hosius u. v. d. Marck や貝の化石 Pinna iburgensis Weerth といったここで発見された化石生物の学名によって地質学の世界では知られている。ホーンスベルクに隣接するリムベルク (194.3 m) の一部も本市に属す。1910年にツェッペリン飛行船 LZ 7「ドイチュラント」がこの山に墜落した。市中心部の北西にウルベルク (213 m) がある。ここには1964年から1998年までカトリックのミュッター＝クアハイムがあった。バート・イーブルク市内の多くの山では19世紀/20世紀に石灰石の採掘が行われていた。たとえば、ハーゲンベルク (139.2 m) やランゲンベルク (206 m) などである。
市域の南部はミュンスターラントに至る。グラーネ近郊の州有林パルスターカンプでコルバッハとフレーデンスバッハが合流してグラーネ川が生まれる。ただしこの辺りではまだグラーナー・バッハと呼ばれている。

### 隣接する市町村
バート・イーブルクは、北はハーゲン・アム・トイトブルガー・ヴァルトおよびゲオルクスマリーエンヒュッテ、東はヒルター・アム・トイトブルガー・ヴァルト、南はバート・ラーエルおよびグランドルフ、西はノルトライン＝ヴェストファーレン州シュタインフルト郡リーネンと境を接している。

### 市の構成
- バート・イーブルク
- グラーネ
- オステンフェルデ
- ゼントルプ
- ヴィスベック

## 歴史
フランク王国年代記は、753年にケルン大司教ヒルデガール・フォン・デン・ザクセンが亡くなった場所としてイーブルクを記している。カール大帝は772年に敵対者ヴィドゥキント公から「高貴な王の城イーブルク」を奪い、占領した。フランク軍兵士は783年にも2度目の占領を行った。11世紀のイーブルクは地域を超えて重要な地点であった。1052年から1068年までの間に司教ベンノ1世は城砦を築いた。最も重要な施主はオスナブリュック地方初の司教であるベンノ2世である。彼は1068年から1088年に古いカール時代の城跡に城館とベネディクト修道院を建設した。ベンノは、友人でもあったドイツ皇帝ハインリヒ4世と教皇グレゴリウス7世 (ローマ教皇)との間でおこった1077年のカノッサの屈辱を含む叙任権闘争において特別な歴史的重みを有していた。
1100年頃のオスナブリュックの大火の後、イーブルクはオスナブリュック司教の継続的な居住地となった。

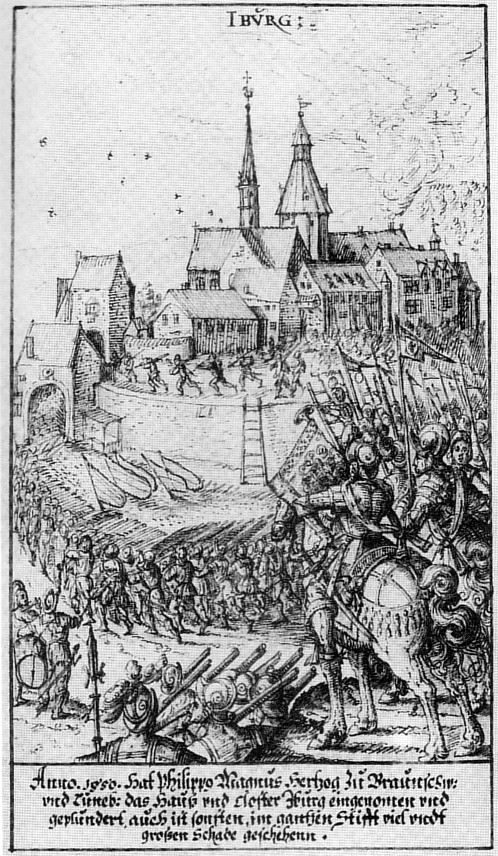
1553年のイーブルク包囲戦

1226年に聖ニコラウス教会の建設が始まった。これにより、城山の麓に定住していた人々も固有の教会をもつことになった。1254年、イーブルクは司教領主ブルーノ・フォン・イーゼンブルクから都市権を授けられ、集落の防御を固めた。イーブルクは1293年には "oppidum"（都市を意味する）であり、東に門を有する都市風の集落として記述されている。落雷とそれに伴う激しい火災によって1349年に城と修道院が破壊された。1359年、イーブルクは市場開催権を獲得した。これにより、城と集落は、議会と法律の下に委ねられた。この街は1455年から1482年に司教領主コンラート3世によって市壁で囲まれ、3つの門から出入りが可能になった。1518年に水道が設けられた。修道院長フレルキングはデーレンベルクから修道院に水道管を敷設した。1534年、ミュンスターの再洗礼派が司教フランツ・フォン・ヴァルデックによって捕らえられて城のベルクフリート（ベンノ塔とも呼ばれる）に収監され、その後処刑された。
1552年、街の南にシェーヴェントルフ城が水城として建設された。
1585年の火災で、イーブルクでは倉庫や家畜小屋を含めて 53棟の住居が焼失した。これは当時の住居のほぼ半分にあたる。1625年にヴィッテルスバッハ家傍流出身のフランツ・ヴィルヘルム・フォン・ヴァルテンベルクがオスナブリュック司教に着座した。1633年、スウェーデン軍がイーブルクを占領し、城をグスタフ・グスタフソンに献上した。

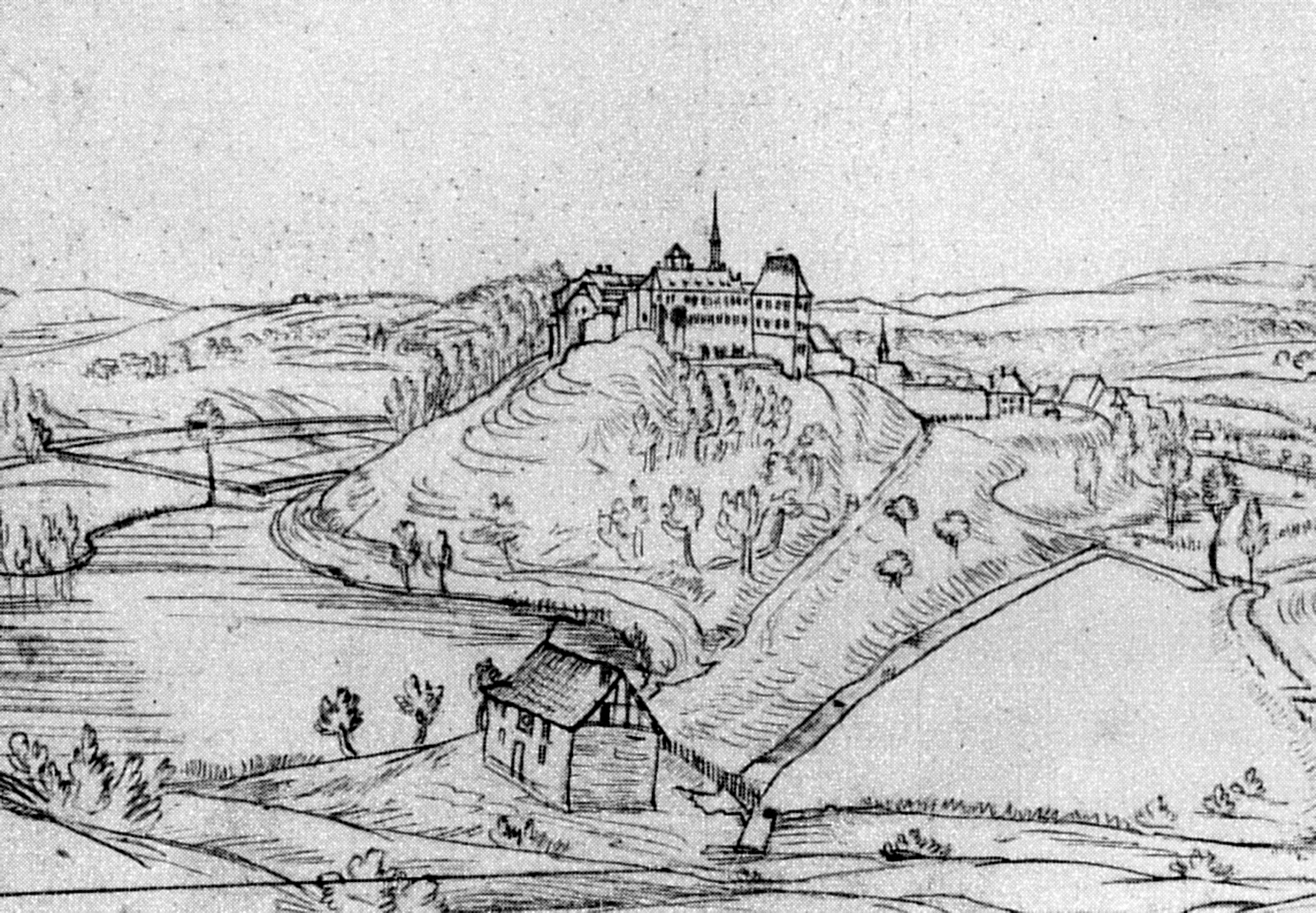
1720年以前に描かれたイーブルク城および修道院

1648年にミュンスターで締結されたヴェストファーレン条約で、イーブルクは宗教の混交のために「Alternatio」（領邦の宗教を交互に交替する）という妥協がなされた。これによりカトリックの司教領主と福音主義の地区監督が交替で治めることになった。1650年に司教領主フランツ・ヴィルヘルム・フォン・ヴァルテンベルクが居住地をイーブルクに戻した。1657年、イーブルクは年に1度市場を開催する権利を有していた。1662年、カトリックと福音主義が交互に治めるというヴェストファーレン条約の規程に従ってブラウンシュヴァイク＝リューネブルク選帝侯エルンスト・アウグスト1世が初の福音主義のオスナブリュック司教領の領主となった。その娘ゾフィー・シャルロッテは1668年にイーブルクで生まれた。彼女は後にプロイセンの初代王妃、兵隊王の母、フリードリヒ大王の祖母となる人物である。ベルリンのシャルロッテンブルク宮殿および同名の市区は彼女にちなんで名付けられた。1672年にエルンスト・アウグスト1世が新しいオスナブリュック城に入り、イーブルクのオスナブリュック司教の時代が終わった。イーブルクの居館は放棄された。
1750年から1755年にかけて、ヴェストファーレンのバロック建築家で選帝侯の将軍ヨハン・コンラート・シュラウンによって大規模なバロック様式の修道院建築が造営された。修道院は1803年まで存続したが、世俗化によって廃止された。1885年、イーブルク郡の行政機関がこの城に置かれた。

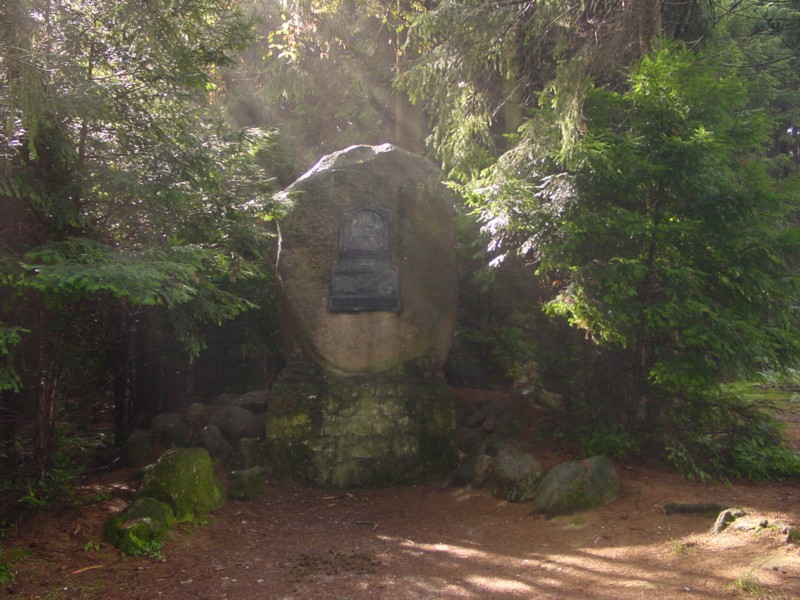
ツェッペリン事故記念碑

1887年に美化協会が結成されたことで、後の観光業発展への基盤整備がなされた。この協会は遊歩道を整備し、休憩用ベンチを設置するといった課題に取り組んだ。
1910年6月28日、飛行船 LZ 7「ドイチュラント」がリムベルクに墜落した。このツェッペリン事故による負傷者はなかった。
1929年に農村メッシャーがイーブルクに合併した。イーブルク郡は1932年に廃止され、郡庁所在地はこれ以後オスナブリュックに置かれた。

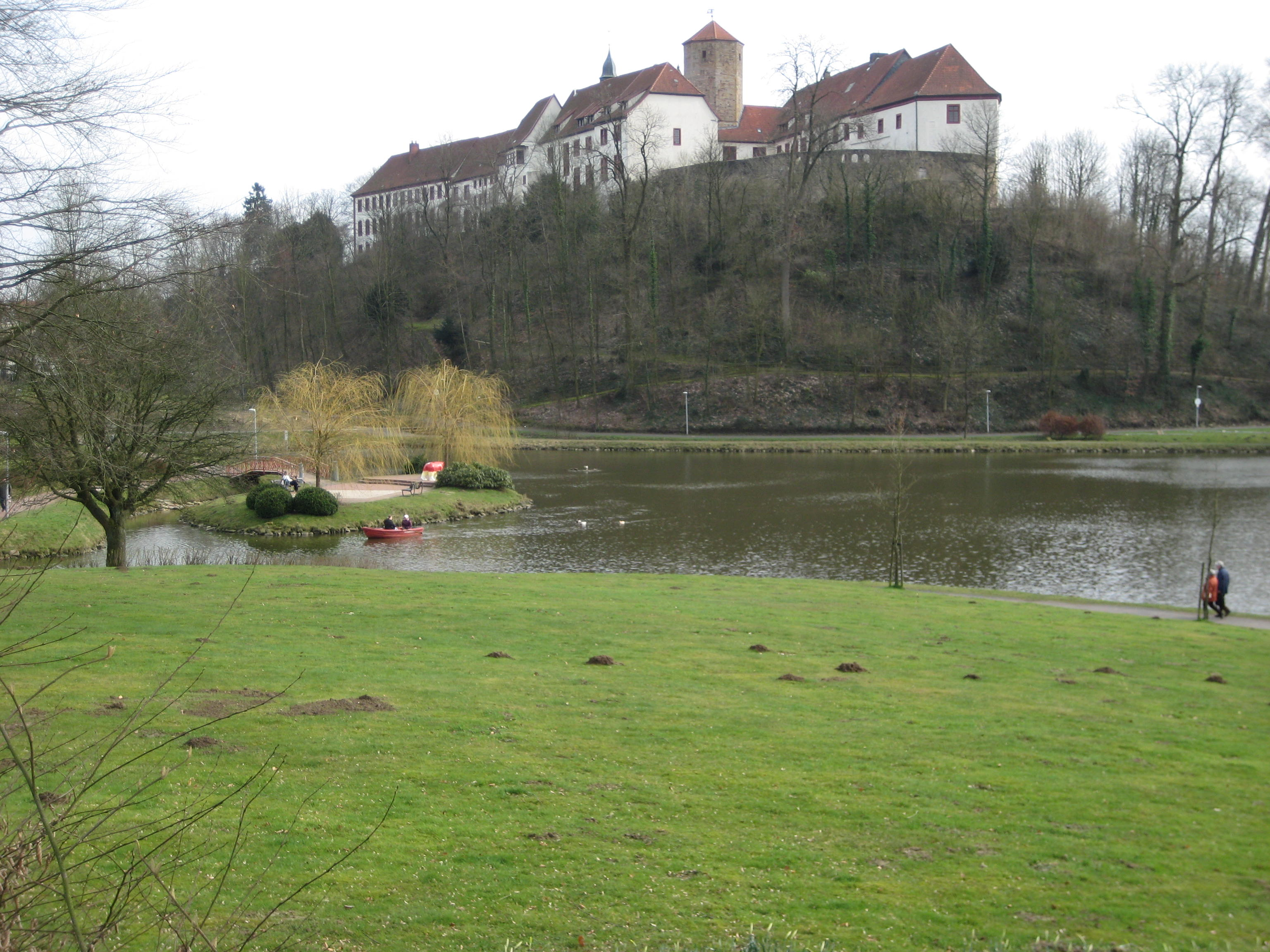
シャルロッテンゼーとイーブルク城および修道院

1932年から1933年に城山の麓にシャルロッテンゼー（人工池）が造成された。推進したのは、後に名誉市民となるロベルト・ヒュルゼマンが主導して1932年に設立されたイーブルク文化協会であった。
1934年にイーブルク城に突撃隊スポーツ学校が設けられ、1939年まで存続した。城内には、1942年から1945年までドイチェ・ハイムシューレ・シュロス・イーブルク（ギムナジウム）が入居した。1948年からはニーダーザクセン州立ハイマートシューレ・イーブルク（ギムナジウム）があり、1971年まで存続した。
1945年の復活祭の週にイギリス軍は戦闘なくイーブルクを占領した。これに先立ち市長のヘルマン・リンクラーケは最後に残っていた国防軍兵士に街を去るよう要請していた。1946年9月3日に市議会はリンクラーケを名誉市民とすることを議決した。
イーブルクは、第一次世界大戦前からの避暑地、1920年代からのルフトクアオルト（空気の清浄な保養地）から1953年にクナイプ浴場となった。
1959年、イーブルクは中世の歴史的な重要性から改めて都市権が与えられた。1967年にはクナイプ浴場として州の指定を受けた。これ以後本市は「バート・イーブルク」という名称になった。
1964年にウルベルクにカトリックのミュッター＝クアハイムが開館し、1998年まで存続した。
1973年から2004年までイーブルク城にはニーダーザクセン州警察学校の養成施設があった。
バート・イーブルクは1980年にベルリンのシャルロッテンブルク区と姉妹都市協定を締結した。協定文書は11月10日に署名された。連帯感の表現として、シャルロッテンゼーをめぐる「レンバーン」が「シャルロッテンブルガー・リング」と改名された。
バート・イーブルクでは、山林歩きの伝統が再び人気となっている。デーレンベルクのカールス広場には、「シュナウトガング 2002」を記念する石碑が建てられている。

### 市町村合併
1970年にグラーネ＝ヴィスベック、ゼントルプ、オステンフェルデが合併してグラーネが成立した。1972年7月1日バート・イーブルク市とグラーネが合併して、新たにバート・イーブルク市が成立した。

### 地名
イーブルクの古い地名としては、753年 Iuburg、754年 Iburg、1070年 Yburg、1175年 Yburch、1350 Yburgh がある。この地名はおそらく -burg が基礎語となって形成された。地名の最初の部分は、中低ドイツ語でイチイの木を意味する iwe に由来する。城が建てられた場所はおそらくは、元々 Iw-berg （イチイの城）と呼ばれていたと推測される。

## 住民

### 人口推移
数値は、1987年5月25日の人口調査結果に基づくニーダーザクセン州統計およびコミュニケーション技術局の研究結果である。
1961年（6月6日）と1970年（5月27日）の数値は、1972年7月1日に合併したレムゼーデを含めた人口調査の結果である。
| 年   | 人口（人） |
| ---- | ---------- |
| 1961 | 6,069      |
| 1970 | 6,964      |
| 1987 | 9,815      |
| 1990 | 10,416     |
| 1995 | 11,371     |
| 2000 | 11,708     |
| 2005 | 11,535     |
| 2010 | 11,560     |
| 2011 | 11,601     |

## 行政

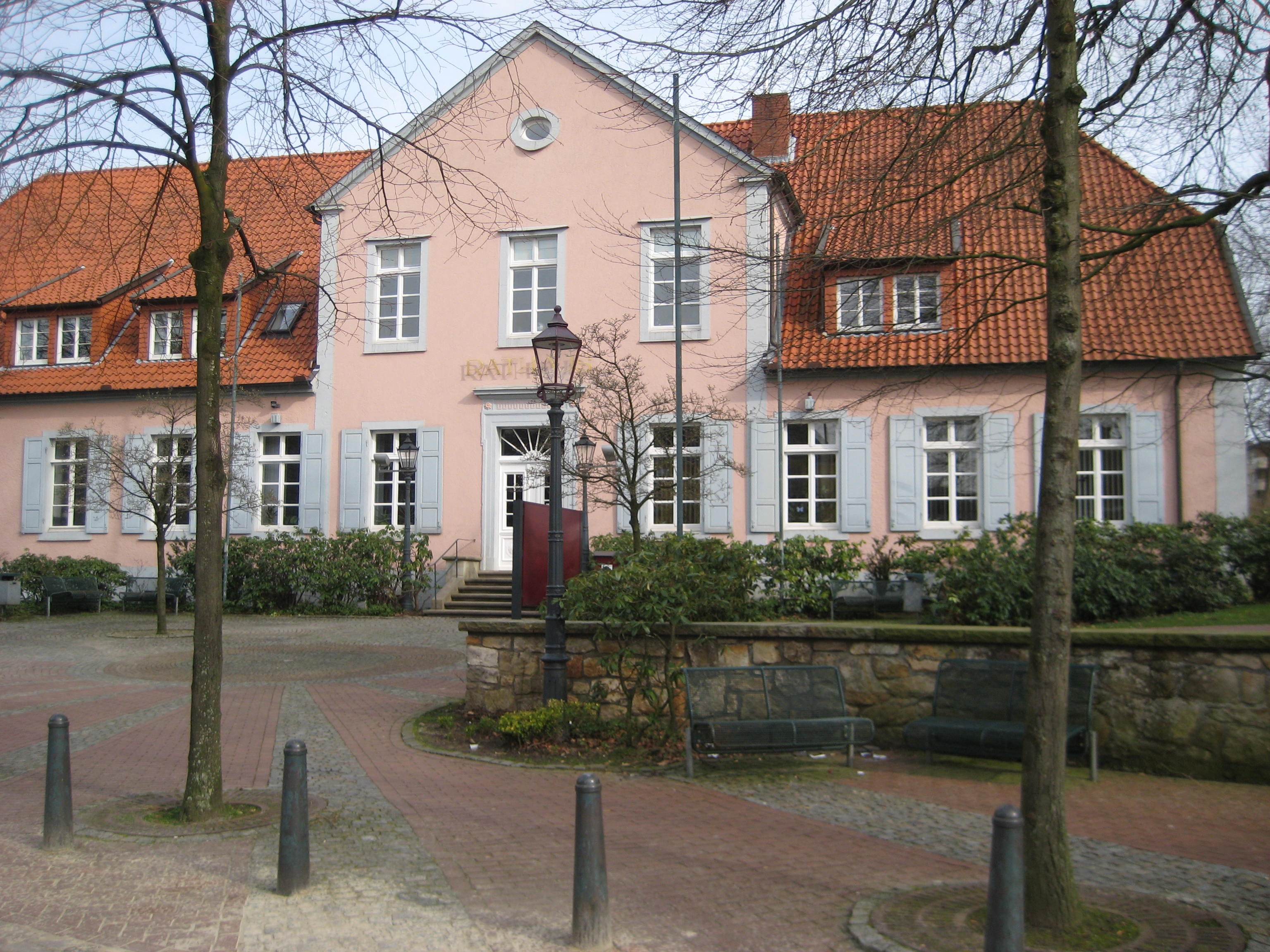
バート・イーブルク市庁舎

### 議会
バート・イーブルクの市議会は、2006年9月11日の選挙以降 26議席で構成されており、これに投票権を有する議長として市長が加わる。

### 首長
バート・イーブルクの市長はダニエル・グローセ＝アルバース（無所属）である。彼は、2021年の市長選挙決選投票で 50.21 % の支持票を獲得して対立候補のトーマス・リーペンホフ（無所属）に勝利した。

### 紋章
バート・イーブルク市の紋章は、5本スポークの赤い輪の上に赤い鷲の半身が描かれている。紋章は15世紀の旧イーブルクから用いられていた。5本スポークの輪は、オスナブリュック市の紋章意匠である6本スポークの輪にちなんだものである。鷲は、司教コンラート4世・フォン・リートベルクに由来する。現在の紋章は、1531年の市の印章に基づくものである。

### 姉妹都市
- シャルロッテンブルク＝ヴィルマースドルフ区（ドイツ、ベルリン）1980年
- パゲゲイ（リトアニア語版、英語版）（リトアニア、タウラゲ郡）1993年

## 文化と見所

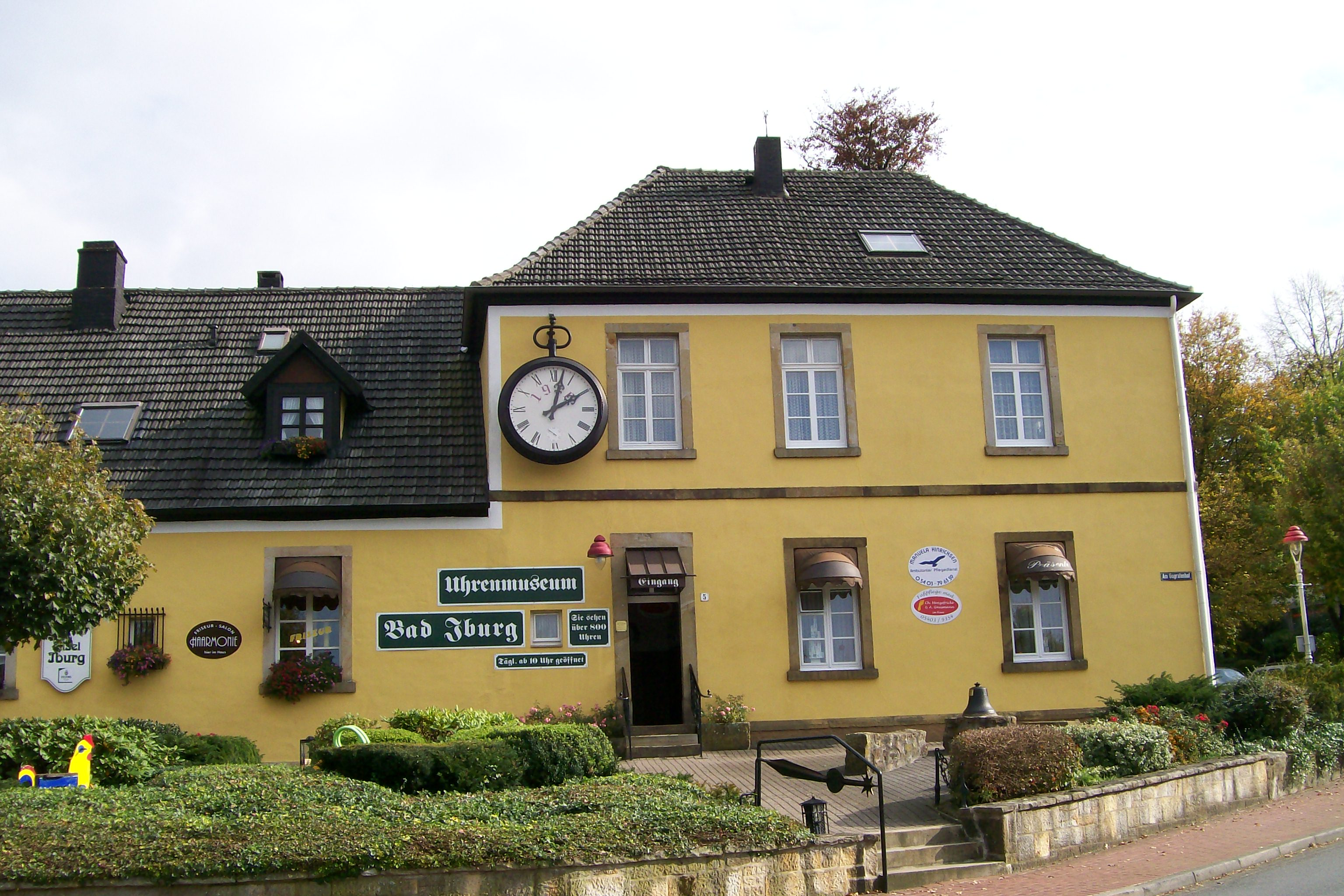
バート・イーブルク時計博物館

### 博物館
- イーブルク城の騎士の間
- 城館博物館
- アーヴァーベックス・シュパイヒャー、グラーネの郷土史料博物館
- バート・イーブルク時計博物館

- イーブルク城の騎士の間
- アーヴァーベックス・シュパイヒャー

### 建築

#### 世俗建築

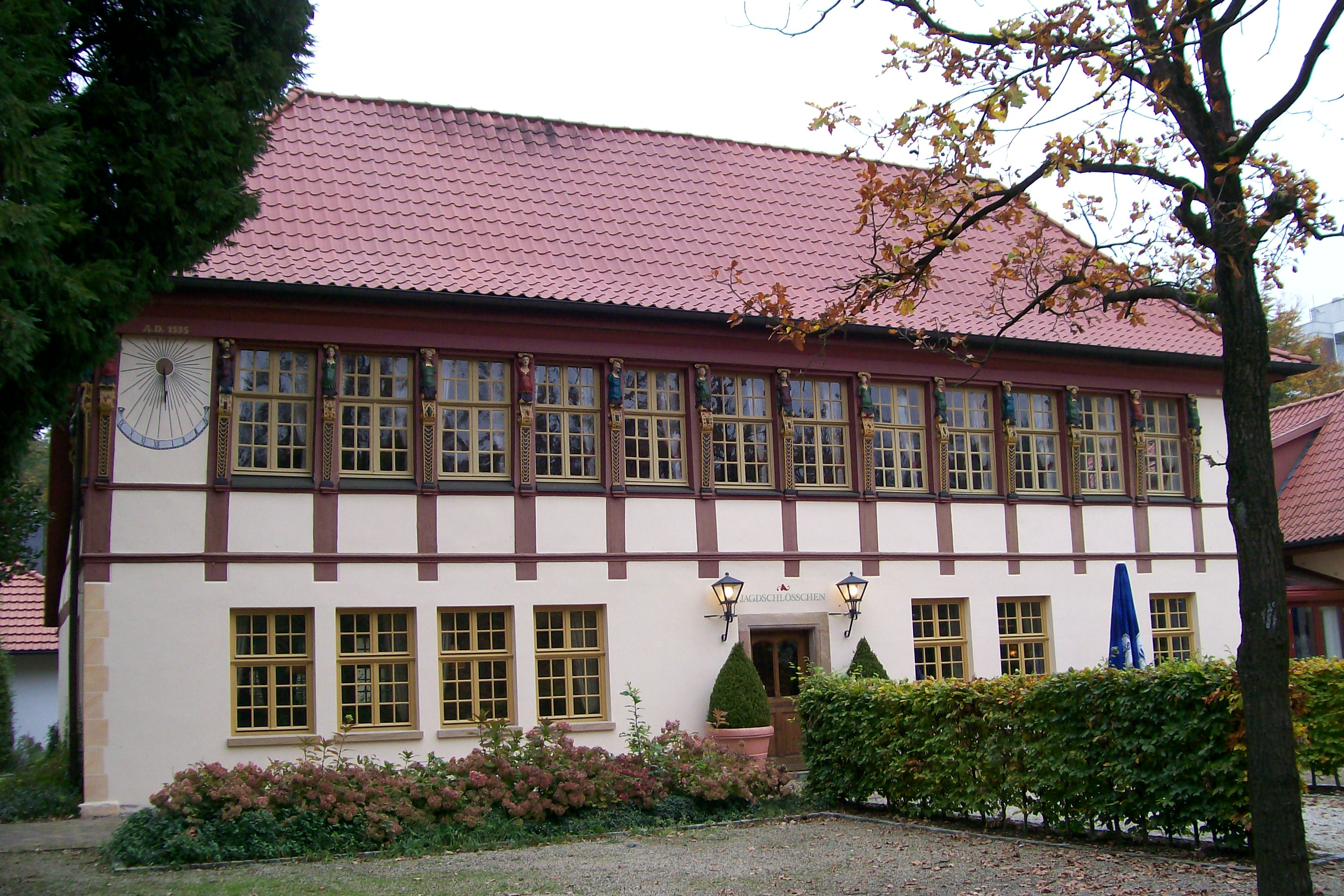
1595年建造の狩の小城

- 「フロイデンタール旧営林署」とも呼ばれる狩の小城は、1595年に司教領主のフィリップ・ジギスムント・フォン・ブラウンシュヴァイク＝ヴォルフェンビュッテルによって建設された。
- 「城の水車」もやはり司教領主フィリップ・ジギスムントによって建設された。この建物はかつて製材用の鋸を駆動させる水車であった。現在では食堂となっている。
- シェーヴェントルフ城は、1552年にヨハン・フォン・ハーケによって建設されたルネサンス建築である。このかつての水城は個人所有である。ここには、三十年戦争の時代に美しいアンナ・ハーケが生きたまま壁に塗り込められたという伝説がある。ベルンハルト・ケスターは1924年に歴史小説「シェーヴェントルフの美しきアンナ・フォン・ハーケ」によってこの伝説を文学的記念碑に昇華させた。ここから数 km 南に位置するシュレッペンブルク城には2棟の付属建造物が現存している。この城も水城で騎士館であった。
- ゴーグラーフェンホーフは18世紀末に古典主義様式で建設された。1967年以降は市庁舎として用いられている。
- クアハウスは1967年5月19日にオープンした。

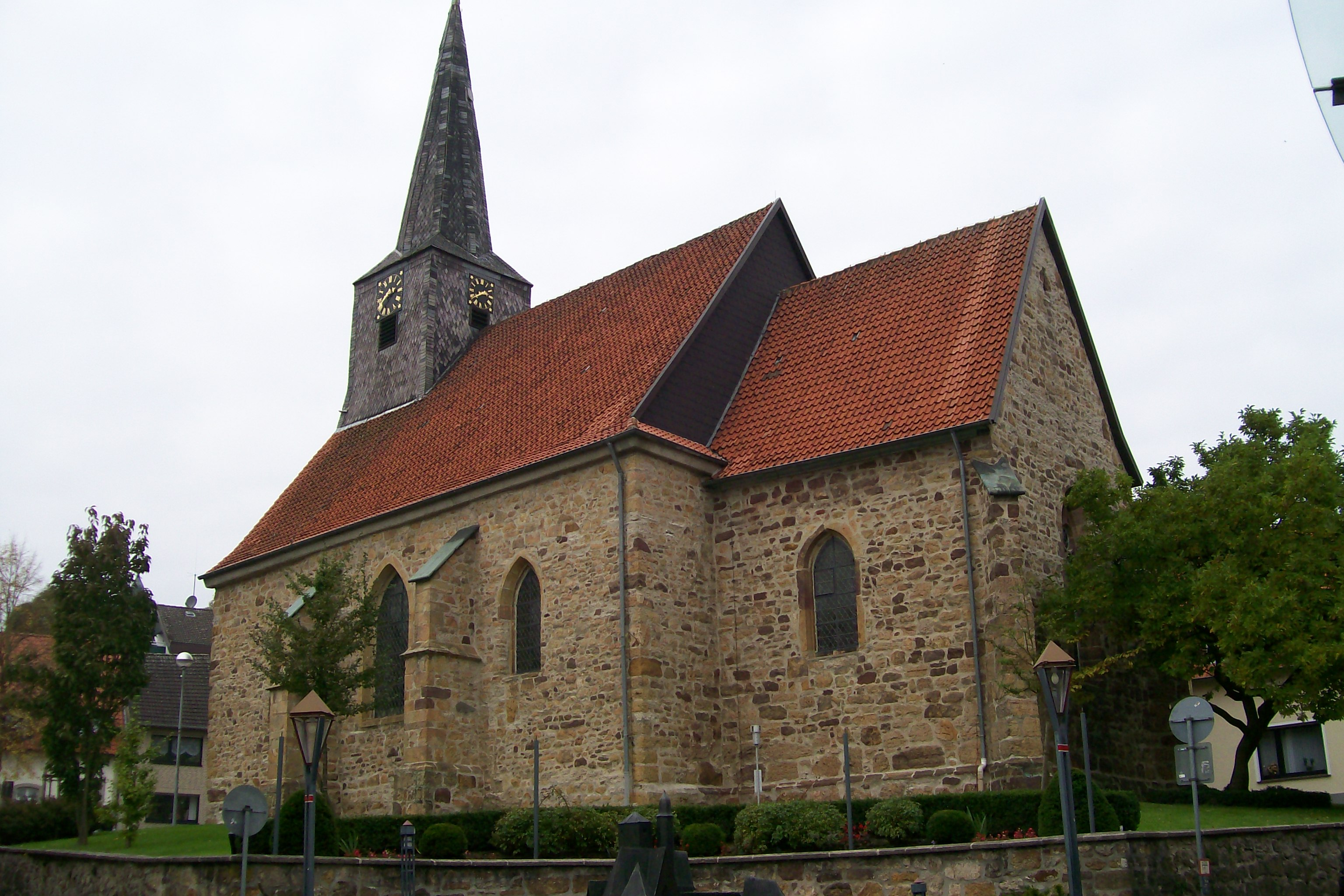
聖ニコラウス教会

#### 教会
バート・イーブルクはオスナブリュック地方で最も古いハレンキルヒェである聖ニコラウス教会を有している。聖クレメンス教会はベネディクト会修道院の修道院教会として司教ベンノ2世によって建設された。福音主義＝ルター派の城内教会は、ルター派の教会組織が形成される以前は福音主義＝ルター派の司教領主の宮廷教会であった。最も新しいカトリックの教区教会がグラーネの聖大ヤコブ教会である。このネオゴシック様式の教会は、何代もの先行建築が存在した。その1つはベンノ2世の1088年の文書に初めて記述されている。
- 「城の水車」
- シェーヴェントルフ城
- シュレッペンブルク城の家畜小屋
- 聖クレメンス教会
- 城内教会が入っているバート・イーブルク城の南翼
- 聖大ヤコブ教会

### 芸術作品

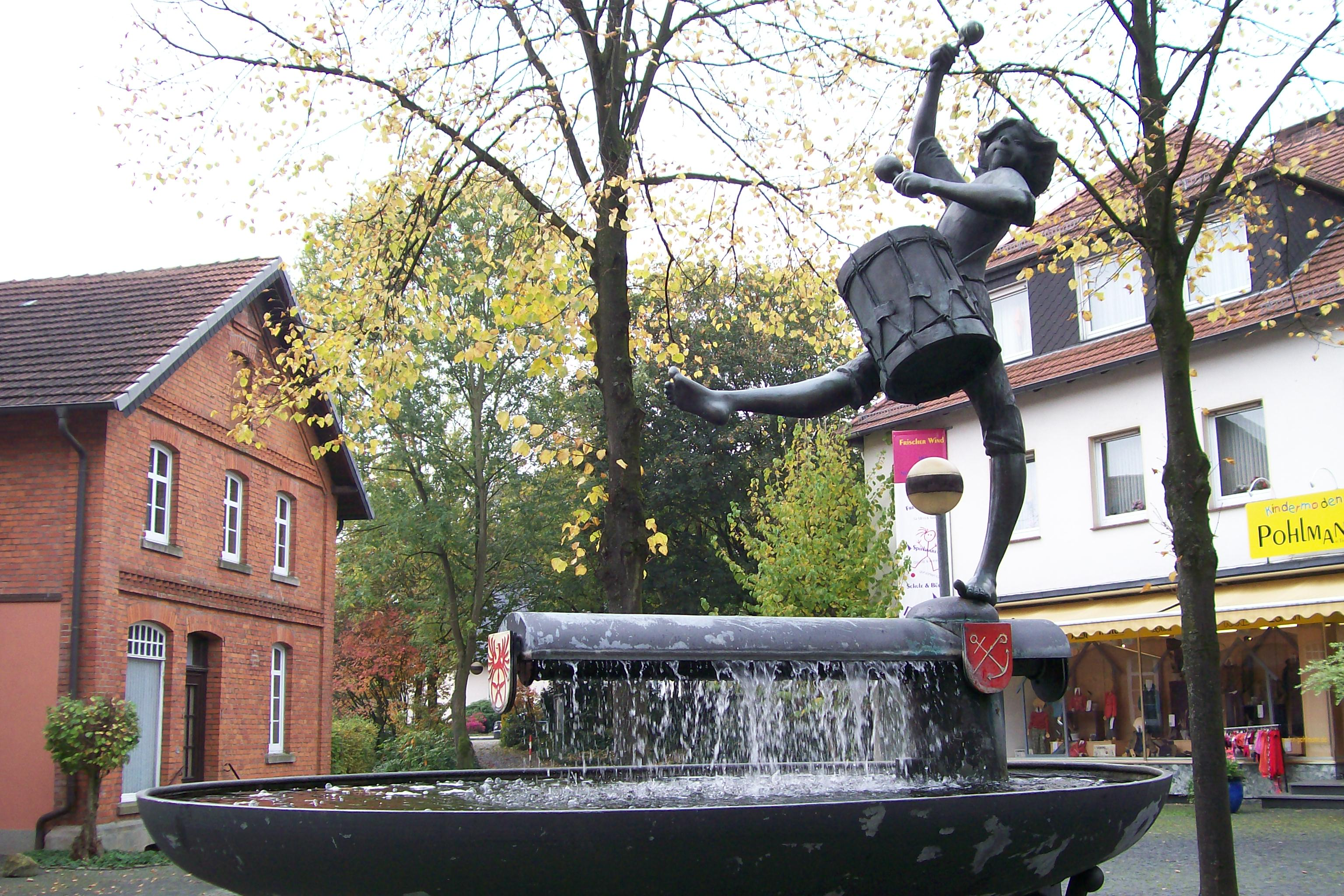
太鼓手の泉

バート・イーブルクには、ゴーグラーフェンホーフおよび時計博物館の近くにある司教ベンノ2世像の他にも、オスナブリュクの芸術家ハンス・ゲルト・ルーヴェ（1926年 - 1995年）による作品がある。グラーネの「太鼓手の泉」もその1つである。これは1764年にグラーネに市場開催権が与えられたことを記念したものである。グラーネの市は現在も存続している。この泉は太鼓手たちによってかつての農村を鼓舞しているものである。聖ニコラウス教会下のグローサー通り沿いにある、同じくルーヴェ作品の「手工業者の泉」は、バート・イーブルクで営まれていた手工業を表している。この泉は1992年4月4日に一般公開された。
旧墓地には、オスナブリュックの彫刻家で木彫家のゲオルク・ヘルンシェマイヤー（1907年 - 1983年）の墓がある。彼は家族墓のための墓碑を制作してあった。
- ベンノ2世像
- 手工業者の泉
- ヘンシェマイヤーの墓碑

### スポーツ
TuS グラーネは、1987年から1990年代半ばまで女子チームが卓球ブンデスリーガに参加しており、1993年には ETTUカップを獲得した。
VfL バート・イーブルクには、バドミントン、ハンドボール、ヘルツスポーツ、柔道、柔術、スポーツ章、テコンドー、太極拳、卓球、体操、レジャースポーツ、健康増進スポーツ、バレーボール、ワンデリング部門がある。
射撃クラブ・イーブルク・フォン 1869 は、17世紀のフレッケンの自衛射撃隊の伝統を引き継いでいる。射撃クラブ・グラーネ・フォン 1578 は、16世紀に最初の記録が遺る鳥撃ちの伝統を継承している。
オフェナー・ホルツと温泉街との間にある屋外プールは1952年にオープンした。最初は、デーレンベルクから屋外プールまで壁で囲まれた池を通って水が通されていた。池にはレンガが敷かれ、太陽の熱で温められた後、水槽に導入された。この屋外プールは改修され、1999年に再オープンした。これ以後、水泳プールの他に、独立した飛び込みプールやウォータースライダーが設備されている。

### 年中行事
- ベンノ祭
- イーブルガー・アドヴェント（イーブルク城内やその周辺で行われるクリスマスマーケット）
- グラーナー・マルクト
- バート・イーブルク射撃祭
- グラーネ射撃祭

### クラージ賞
1996年以降、バート・イーブルクでは年に1度、城内騎士の間でクラージ賞が授与されている。この賞は、公共の利益に資した人物や組織を称揚するものである。初回の受賞者は、バート・イーブルク城館コンサートの芸術的指導者ハリー・ヤーンス、最も高貴な受賞者は、2009年に受賞した世界子供基金の創始者、スウェーデンのシルヴィア王妃である。スウェーデン王妃はバート・イーブルク滞在中に市庁舎で市のゴールデン・ブックに記帳を行った。

## 経済と社会資本

### 交通
連邦道 B51号線が市内を南北に貫いている。
オスナブリュック交通会社のバスが定期的に運行している。30分ごとにオスナブリュック行き、1時間ごとにグランドルフ行きおよびバート・ローテンフェルデ行きのバスがある。

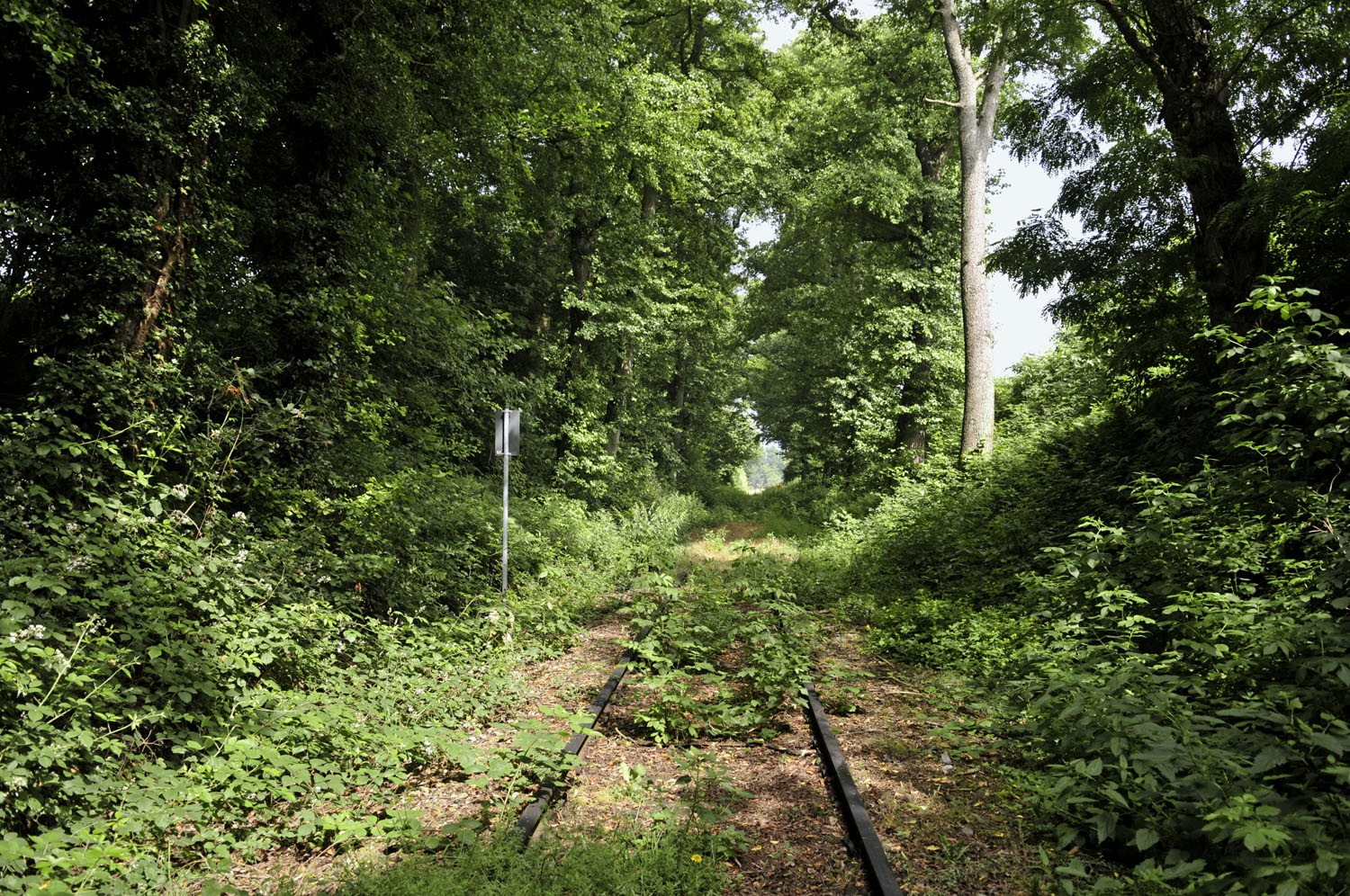
廃線となったトイトブルガー・ヴァルト鉄道

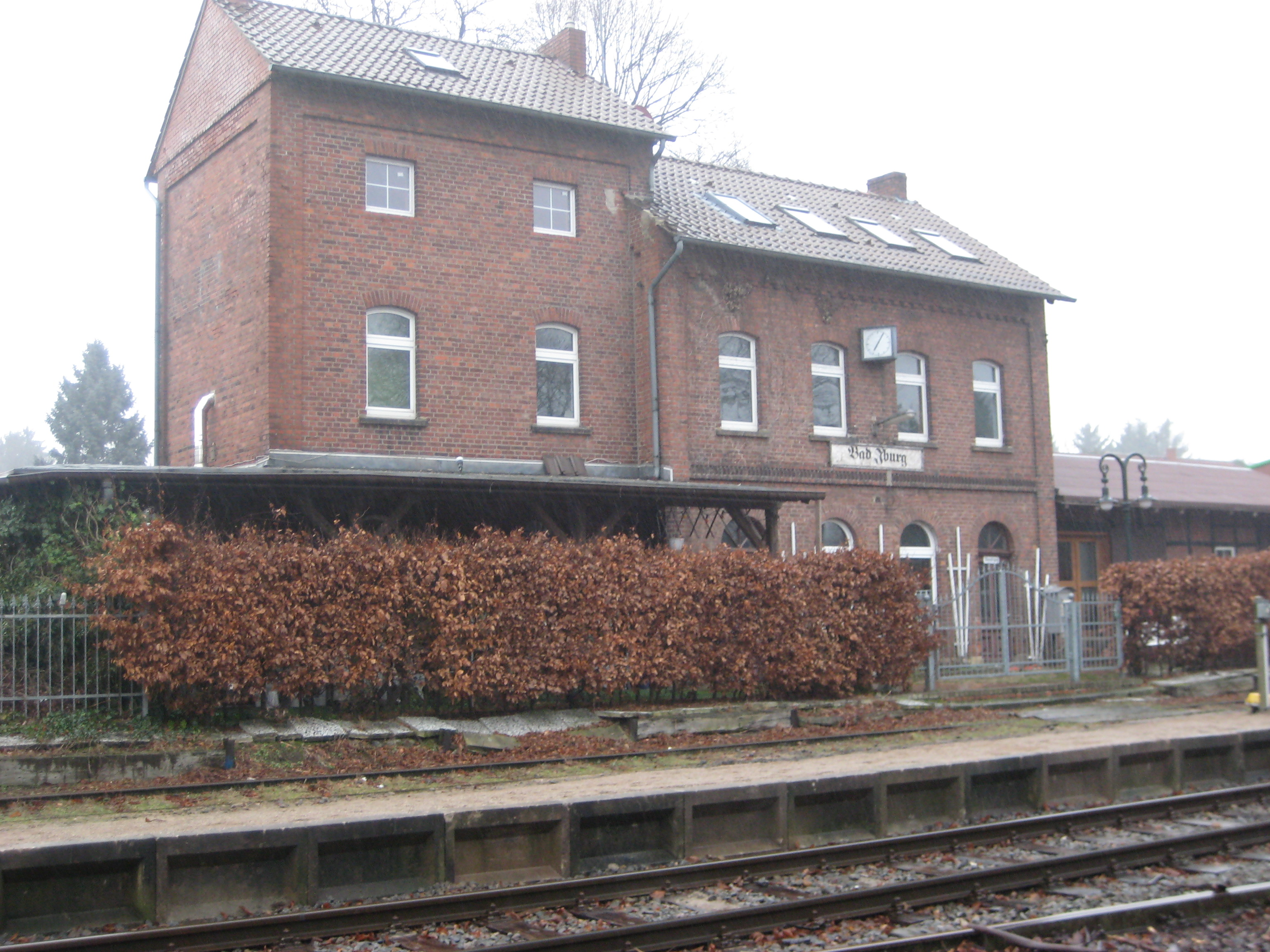
バート・イーブルクの旧駅舎

1901年から1968年までバート・イーブルク駅はトイトブルガー・ヴァルト鉄道 (TWE) のイベンビューレン - ランゲリヒ - ギュータースロー - ヘーフェルホーフ線の停車駅であった。TWEの路線は現在キャプトレイン・ドイチュラント GmbH に属しているが、定期的に運行されているのは路線の一部での貨物運行だけである。この以外では、保存鉄道「トイト＝エクスプレス」もこの駅を利用していた。やがて、駅舎は個人所有となった。
2011年9月以降、グラーネおよびヴィスベック近郊での築堤および橋梁損傷のため、バート・ラーエルおよびギュータースロー方面への運行が不可能となった。2013年1月には、オステンフェルデのツヴィッシェン・デン・ヴェレン通りをまたぐ橋梁も封鎖され、これによってリーネンおよびレンゲリヒ方面への鉄道運行も遮断された。これ以後、「トイト＝エクスプレス」も、それ以外の列車もバート・イーブルク駅に到着することはなくなった。
2012年1月に隣町のバート・ラーエルで「アクティオンビュントニス・プロ TWE」（TWEに賛成する活動同盟）が発足した。この団体は、特にトイトブルガー・ヴァルト鉄道を延伸し、レジャー・観光用の交通機関としてこれを活用することを目的としている。ランデスガルテンシャウ・バート・イーブルク 2018の開催を考慮して、オスナブリュックとの間を乗り換え無しで直接運行することでこの路線の能力が発揮されることになる。

### 公共機関
バート・イーブルクは、オスナブリュック郡南部を管轄する区裁判所の所在地である。区裁判所はイーブルク城内に入居している。
2005年5月以降、バート・イーブルクはニーダーザクセン州学校監査局の公式の所在地であった。学校監査局は、学校の質を護り、向上させることを目的としていた。学校監査局は2011年1月1日に廃止されるまでイーブルク城に入居していた。
消防団は、バート・イーブルク地区とグラーネ地区に合わせて4つの消防隊を有している。バート・イーブルク地区には2000年以降これに加えて青年消防団があり、グラーネには軍楽隊がある。

### 教育
バート・イーブルクには基礎課程学校が3校、本課程学校が1校、実科学校が1校、ギムナジウムが1校ある。
バート・イーブルクにおける学校環境の特殊性は、20世紀後半まで公立学校で宗教分離がなされていたことにある。これは多数派のローマ＝カトリック住民と少数派のプロテスタント住民との不均衡に起因する。プロテスタント住民の人口は、第二次世界大戦後に難民や追放された人々を受け容れたことで増加し、1970年代以降バート・イーブルクがオスナブリュック郡南部の人気の住宅地となったことで大きく増加した。学校の宗教分離は1994年に完全に廃止された。私立レクトラートシューレは1900年頃から廃校となった1941年まで、アビトゥーアを取得するための上級学校への進学に備える予習を行っていた。校舎は解体され、聖ニコラウス教会近くの敷地跡には銘が刻まれた記念碑が建てられている。1942年から1945年まで国家社会主義者を養成するためのドイチェ。ハイマートシューレ・シュロス・イーブルクが学生を受け容れていた。
基礎課程学校は、バート・イーブルク中心部のアム・ハーゲンベルク基礎課程学校、グラーネ基礎課程学校、オステンフェルデ基礎課程学校がある。アム・ハーゲンベルク基礎課程学校は1959年に8年制の国民学校として建設された。第二次世界大戦後この年までイーブルクの生徒たちは市内の様々な建物で学んだ。総合的な学校建設に対する市議会決議に基づいて2翼式の学校施設が建設された。福音主義国民学校は2階建ての棟に3クラス、カトリック国民学校は3階建ての棟に7クラスが入った。この2つの棟は、衛生室が入る2階建ての建物で接続していた。この施設は1959年9月に供用が開始された。この国民学校は1964年に基礎課程学校と本課程学校に分離された。アム・ハーゲンベルク基礎課程学校では1993年/94年の学期まで宗教による分離が続いた。
宗教によって分離されていた本課程学校は1969年に統合され、グラーネ、ゼントルプ、オステンフェルデの本課程コースも同時に統合された。バート・イーブルク本課程学校は1972年からビーレフェルダー通りの学校センターにある。
バート・イーブルクには、オスナブリュック郡が運営する実科学校と1972年からはギムナジウムも存在する。ニーダーザクセン州は1948年から1971年までイーブルク城内のハイムシューレ・イーブルクを寄宿制の短期型ギムナジウムとして運営していたが、イーブルクの生徒たちは、通学のギムナジウム生として学ぶことができた。ヨーロッパシューレの1つであるギムナジウム・バート・イーブルクは1972年に開校した。その歴史はニーダーザクセン・ハイムシューレ・イーブルクに依拠している。

### 医療・福祉
バート・イーブルクは1976年から、整形外科の外来・入院患者のためのリハビリテーション病院デーレンベルク＝クリーニクを有している。本市には総合病院はない。カトリックの聖フランツィスクス病院が老人・養護施設としてケアを行っている。もう1つの老人・養護施設が福音主義のクリストフォルス＝ハイムである。かつてクアクリーニクであったサナトリウム・カッセンは精神障害患者の収容施設となっている。

## 人物

### 出身者
- ゾフィー・シャルロッテ・フォン・ハノーファー（1668年 - 1705年）プロイセン王妃

### ゆかりの人物
- アイテル・フリードリヒ・フォン・ホーエンツェレルン（ドイツ語版、英語版）（1582年 - 1625年）オスナブリュック司教、イーブルク城で亡くなった。
- ハンス＝ゲルト・ペテリング（1945年 - ）政治家。2007年から2009年まで欧州議会議長を務めた。バート・イーブルク在住。